# ARL8A
ARL8A‏ (ADP ribosylation factor like GTPase 8A) هوَ بروتين يُشَفر بواسطة جين ARL8A في الإنسان.